# Code civil suisse
Pour les autres articles nationaux ou selon les autres juridictions, voir Code civil.
Lire en ligne

Site officiel

Le Code civil suisse (CC) du 10 décembre 1907 est le texte codifiant les normes législatives du droit privé suisse.

## Historique
Adopté le 10 décembre 1907, le Code civil suisse est entré en vigueur le 1er janvier 1912. Il est le fruit d'un long travail de regroupement des différents codes de droit privé (cantonaux) existants. Il a été rédigé par Eugen Huber. Il a été traduit en français par Virgile Rossel et en italien par Brenno Bertoni.
Il a subi depuis une quarantaine de modifications par actes législatifs. Il est largement inspiré du Code civil allemand[réf. nécessaire], qui, lui-même, s'était fortement imprégné du Code Napoléon[réf. nécessaire].
Le Code civil suisse comprend le Code des obligations (livre cinquième du Code civil).

### Influences
Le Code civil suisse a tout de suite joui d'une grande popularité dans le milieu juridique international, notamment via son article premier qui traite de l'application de la loi. Il a été repris tel quel notamment par la Turquie, et fait figure de modèle dans la création d'un code civil en République populaire de Chine.

## Contenu
Le Code civil est divisé en cinq livres principaux, qui est précédé par le Titre préliminaire (ayant vocation à s'appliquer à l'ensemble du droit privé) :
| Titre                                                        | Titre                                                                                        | Articles   |
| Titre préliminaire                                           | Titre préliminaire                                                                           | 1 - 9      |
| Livre premier : Droit des personnes                          | Livre premier : Droit des personnes                                                          | 11 - 89bis |
|                                                              | Titre premier : Des personnes physiques                                                      | 11 - 49    |
|                                                              | Titre deuxième : Des personnes morales                                                       | 52 - 89a   |
|                                                              | Titre deuxièmebis : Des fonds recueillis                                                     | 89b - 89c  |
| Livre deuxième : Droit de la famille                         | Livre deuxième : Droit de la famille                                                         | 90 - 456   |
|                                                              | Titre troisième : Du mariage                                                                 | 90 - 110   |
|                                                              | Titre quatrième : Du divorce et de la séparation de corps                                    | 111 - 158  |
|                                                              | Titre cinquième : Des effets généraux du mariage                                             | 159 - 180  |
|                                                              | Titre sixième : Du régime matrimonial                                                        | 181 - 251  |
|                                                              | Titre septième : De l'établissement de la filiation                                          | 252 - 269c |
|                                                              | Titre huitième : Des effets de la filiation                                                  | 270 - 327  |
|                                                              | Titre neuvième : De la famille                                                               | 328 - 359  |
|                                                              | Titre dixième : Des mesures personnelles anticipées et des mesures appliquées de plein droit | 360 - 387  |
|                                                              | Titre onzième : Des mesures prises par l'autorité                                            | 388 - 439  |
|                                                              | Titre douzième : De l'organisation de la protection de l'adulte                              | 440 - 456  |
| Livre troisième : Droit des successions                      | Livre troisième : Droit des successions                                                      | 457 - 640  |
|                                                              | Titre treizième : Des héritiers légaux                                                       | 457 - 466  |
|                                                              | Titre quatorzième : Des dispositions pour cause de mort                                      | 467 - 536  |
|                                                              | Titre quinzième : De l'ouverture de la succession                                            | 537 - 550  |
|                                                              | Titre seizième : Des effets de la dévolution                                                 | 551 - 601  |
|                                                              | Titre dix-septième : Du partage                                                              | 602 - 640  |
| Livre quatrième : Des droits réels                           | Livre quatrième : Des droits réels                                                           | 641 - 977  |
|                                                              | Titre dix-huitième : Dispositions générales                                                  | 641 - 654a |
|                                                              | Titre dix-neuvième : De la propriété foncière                                                | 655 - 712f |
|                                                              | Titre vingtième : De la propriété mobilière                                                  | 713 - 729  |
|                                                              | Titre vingt et unième : Des servitudes et des charges foncières                              | 730 - 792  |
|                                                              | Titre vingt-deuxième : Du gage immobilier                                                    | 793 - 883  |
|                                                              | Titre vingt-troisième : Du gage mobilier                                                     | 884 - 918  |
|                                                              | Titre vingt-quatrième : De la possession                                                     | 919 - 941  |
|                                                              | Titre vingt-cinquième : Du registre foncier                                                  | 942 - 977  |
|                                                              |                                                                                              |            |
|                                                              | Titre final : De l'entrée en vigueur et de l'application du code civil                       | 1 - 61     |
|                                                              |                                                                                              |            |
| Livre cinquième : Des obligations, voir Code des obligations |                                                                                              |            |